# شهاب قوره‌جیلی
شهاب قوره‌جیلی (متولد ۱۱ دی ۱۳۶۸ - ) کشتی‌گیر فرنگی‌کارتیم ملی ایران است. 
از افتخارات این کشتی گیر می توان به کسب مدال برنز بازی‌های همبستگی کشورهای اسلامی ۲۰۱۷ باکو اشاره کرد.

## فعالیت حرفه‌ای ورزشی

### بازی‌های همبستگی کشورهای اسلامی ۲۰۱۷
شهاب قوره‌جیلی در دیدار وزن ۱۳۰ کیلوگرم در دور نخست با نتیجه ۹ بر صفر حامیه حسن از لبنان را شکست داد. وی در دور بعد و در مرحله نیمه نهایی مقابل عثمان ایلدیریم از ترکیه با نتیجه ۴ بر یک شکست خورد و راهی دیدار رده بندی شد. قوره‌جیلی در دیدار رده بندی مقابل رودرروی حمزه یوسف اودتالا از اردن قرار گرفت با تیجه ۹ بر صفر پیروز شد و برنز گرفت.

### مسابقات قهرمانی کشتی جهان ۲۰۱۷
قوره‌جیلی در وزن ۱۳۰ کیلوگرم کشتی فرنگی مسابقات قهرمانی کشتی جهان ۲۰۱۷ پاریس حاضر بود که در دور نخست مراد رامانوف از قرقیزستان را با نتیجه ۲ بر یک شکست داد. وی در دور بعد مقابل هیکی نابی دارنده مدال نقره المپیک و قهرمان جهان از استونی با نتیجه ۴ بر یک شکست خورد و با توجه به حضور این حریف در دیدار فینال، قوره جیلی هم به گروه بازنده ها رفت. وی در این گروه متئو لورنتز از فرانسه را ۵ بر صفر شکست داد اما در مرحله بعد در مقابل میکولا کوچمی از اوکراین شکست خورد و از دور رقابت ها کنار رفت.

### مسابقات قهرمانی کشتی جهان ۲۰۱۸
شهاب قوره‌جیلی در دور نخست با نتیجه بر ۲ بر یک  مقابل زویادی پاتاریدزه از گرجستان شکست خورد و با توجه به شکست پاتاریدزه مقابل کشتی‌گیری از کوبا، نماینده سنگین وزن کشورمان از دور این رقابتها کنار رفت.